# محمدصادق امیری
محمدصادق امیری (زاده ۱۳۵۵) گیاه شناس، گیاه شناس اقتصادی و فارماکولوژیست ایرانی است. محمدصادق امیری در سال ۱۳۵۵ در مشهد به دنیا آمد. وی بیش از 100 سال سابقه خانوادگی در زمینه گیاهان دارویی در مشهد دارد.
امیری لیسانس خود را در سال 1379 از دانشگاه فردوسی مشهد در رشته علوم گیاهی، کارشناسی ارشد خود را در رشته سیستماتیک گیاهی از همین دانشگاه و دکترای خود را از دانشگاه گیلان در همین رشته اخذ کرد.

## کتابشناسی
- Eco-friendly and plant-based synthesis of silver nanoparticles using Allium giganteum and investigation of its bactericidal, cytotoxicity, and photocatalytic effects.[۱]
- Plant-based synthesis of cerium oxide nanoparticles using Rheum turkestanicum extract and evaluation of their cytotoxicity and photocatalytic properties.[۲]
- Green synthesis of nickel oxide nanoparticles using Salvia hispanica L. (chia) seeds extract and studies of their photocatalytic activity and cytotoxicity effects.[۳]
- Gum Tragacanth (GT): A Versatile Biocompatible Material beyond Borders.[۴]

Antimycobacterial, Anticancer, Antioxidant and Photocatalytic Activity of Biosynthesized Silver Nanoparticles Using Berberis Integerrima